# Ken Davidson Award
Der Ken Davidson Award ist eine Auszeichnung des amerikanischen Badmintonverbandes USA Badminton. Er wird zu Ehren des 1954 bei einem Flugzeugabsturz gestorbenen Badmintonspielers Kenneth Davidson seit 1955 verliehen. Ausgezeichnet werden US-amerikanische Personen des Badmintonsports, welche sich durch hervorragende Leistungen empfehlen und ein Vorbild für Nachwuchssportler darstellen. Es werden Personen geehrt, die am besten die Werte des Badmintonsports verkörpern. Neben der Erwachsenenkategorie wird der Preis auch in einer Juniorenkategorie verliehen.

## Preisträger
| - 1955 Janet Wright - 1956 Helen Gibson - 1957 Eddy Choong - 1958 Sue Peard - 1959 Joe Alston - 1961 Helen Tibbetts - 1962 Ethel Marshall - 1963 Lois Alston - 1964 Dick Mitchell - 1965 Taylor Caffery - 1966 Judy Devlin - 1967 Beatrice Massman - 1968 Waldo Lyon - 1969 Wynn Rogers - 1972 Stan Hales - 1973 Rosemary McGuire - 1975 Dorothy O’Neil - 1976 Don Paup - 1977 Thomas Carmichael - 1982 Pam Bristol Brady - 1983 Cheryl Carton | - 1990 Ann French - 1991 Charlotte Ackerman - 1992 Dudley Chen - 1993 Dean Schoppe - 1994 Benny Lee - 1995 Liz Wilson - 1996 Andy Chong - 1997 Liz Aronsohn - 1998 Sandro Rossi - 1999 Joy Kitzmiller - 2000 Terry Lira - 2001 Trisna Gunadi - 2002 Melinda Keszthelyi - 2003 Howard Bach - 2004 Kevin Han - 2005 Tony Gunawan - 2006 Khankham Malaythong - 2007 Eric Go - 2008 Raju Rai |